# Assoziation (Marxismus)
Der Begriff Assoziation (oder Vereinigung, Verein; Assoziation entstammt vom lat. socius, Genosse, Genossenschaft (as-sociation)) wurde in der frühen Arbeiterbewegung als unspezifischer Ausdruck der Gemeinschaft und Gesellschaft unter Arbeitern gebraucht. Karl Marx und Friedrich Engels verwenden das Wort Assoziation abseits des allgemeinen Gebrauchs einerseits um eine kommunistische Gesellschaft begrifflich zu bestimmen, nämlich als Assoziation freier Produzenten. Andererseits um die Entwicklung einer kommunistischen Gesellschaft aus der kapitalistischen Ordnung durch die Vereinigung der Arbeiter zur Klasse zu erfassen. Sie selbst prägten den Begriff für die Arbeiterbewegung weiter durch die Gründung der Internationalen Arbeiterassoziation.

## Marx und Engels

### Assoziation als kommunistisches Organisationsprinzip
Die Assoziation als begriffliche Fassung einer kommunistischen Ordnung taucht schon in den marxschen ökonomisch-philosophischen Manuskripten aus dem Jahre 1844 in Bezug auf die assoziierte Nutzung von Grund und Boden auf. Die Vorteile der durch die industrielle Konkurrenz entstandenen Großbetriebe werden in der Assoziation beibehalten, jedoch sind Feudalismus, Herrschaft und die „alberne Eigentumsmystik“ verschwunden, und es wird auf vernünftige Weise „die gemütliche Beziehung des Menschen zur Erde her[ge]stellt, indem die Erde aufhört, ein Gegenstand des Schachers zu sein, und durch die freie Arbeit und den freien Genuß wieder ein wahres, persönliches Eigentum des Menschen wird.“
In der deutschen Ideologie von 1845 erlangen in „der wirklichen Gemeinschaft … die Individuen in und durch ihre Assoziation zugleich ihre Freiheit.“ Die „Gemeinschaft der revolutionären Proletarier“ wäre „die Vereinigung der Individuen (innerhalb der Voraussetzung der jetzt entwickelten Produktivkräfte natürlich), die die Bedingungen der freien Entwicklung und Bewegung der Individuen unter ihre Kontrolle gibt, Bedingungen, die bisher dem Zufall überlassen waren und sich gegen die einzelnen Individuen eben durch ihre Trennung als Individuen, durch ihre notwendige Vereinigung, die mit der Teilung der Arbeit gegeben, und durch ihre Trennung zu einem ihnen fremden Bande geworden war, verselbständigt hatten.“
In den Grundsätzen des Kommunismus von Engels (1847) wird auf die Frage, welcher Art diese neue Gesellschaftsordnung sein werde, geantwortet: „Sie wird vor allen Dingen den Betrieb der Industrie und aller Produktionszweige überhaupt aus den Händen der einzelnen, einander Konkurrenz machenden Individuen nehmen und dafür alle diese Produktionszweige durch die ganze Gesellschaft, d. h. für gemeinschaftliche Rechnung, nach gemeinschaftlichem Plan und unter Beteiligung aller Mitglieder der Gesellschaft, betreiben lassen müssen. Sie wird also die Konkurrenz aufheben und die Assoziation an ihre Stelle setzen.“ Über die Folgen der Abschaffung des Privateigentums äußert sich Engels folgend: „Die allgemeine Assoziation aller Gesellschaftsmitglieder zur gemeinsamen und planmäßigen Ausbeutung der Produktionskräfte, die Ausdehnung der Produktion in einem Grade, daß sie die Bedürfnisse aller befriedigen wird, das Aufhören des Zustandes, in dem die Bedürfnisse der einen auf Kosten der andern befriedigt werden, die gänzliche Vernichtung der Klassen und ihrer Gegensätze, die allseitige Entwickelung der Fähigkeiten aller Gesellschaftsmitglieder durch die Beseitigung der bisherigen Teilung der Arbeit, durch die industrielle Erziehung, durch den Wechsel der Tätigkeit, durch die Teilnahme aller an den durch alle erzeugten Genüssen, durch die Verschmelzung von Stadt und Land – das sind die Hauptresultate der Abschaffung des Privateigentums.“
Eine der bekanntesten Fassungen einer kommunistischen Gesellschaft findet sich im Manifest der kommunistischen Partei von 1848: „An die Stelle der alten bürgerlichen Gesellschaft mit ihren Klassen und Klassengegensätzen tritt eine Assoziation, worin die freie Entwicklung eines jeden die Bedingung für die freie Entwicklung aller ist.“
Im ersten Band des Kapitals von 1867 fordert Marx auf, sich, „zur Abwechslung, einen Verein freier Menschen vor[zustellen], die mit gemeinschaftlichen Produktionsmitteln arbeiten und ihre vielen individuellen Arbeitskräfte selbstbewußt als eine gesellschaftliche Arbeitskraft verausgaben. … Das Gesamtprodukt des Vereins ist ein gesellschaftliches Produkt. Ein Teil dieses Produkts dient wieder als Produktionsmittel. Er bleibt gesellschaftlich. Aber ein anderer Teil wird als Lebensmittel von den Vereinsgliedern verzehrt. Es muß daher unter sie verteilt werden. Die Art dieser Verteilung wird wechseln mit der besondren Art des gesellschaftlichen Produktionsorganismus selbst und der entsprechenden geschichtlichen Entwicklungshöhe der Produzenten. Nur zur Parallele mit der Warenproduktion setzen wir voraus, der Anteil jedes Produzenten an den Lebensmitteln sei bestimmt durch seine Arbeitszeit. Die Arbeitszeit würde also eine doppelte Rolle spielen. Ihre gesellschaftlich planmäßige Verteilung regelt die richtige Proportion der verschiednen Arbeitsfunktionen zu den verschiednen Bedürfnissen. Andrerseits dient die Arbeitszeit zugleich als Maß des individuellen Anteils des Produzenten an der Gemeinarbeit und daher auch an dem individuell verzehrbaren Teil des Gemeinprodukts. Die gesellschaftlichen Beziehungen der Menschen zu ihren Arbeiten und ihren Arbeitsprodukten bleiben hier durchsichtig einfach in der Produktion sowohl als in der Distribution.“
Im Anti-Dühring von 1877 führt Engels aus, dass sich die gesellschaftlich wirksamen Kräfte solange „blindlings, gewaltsam, zerstörend“ wie Naturgesetze geltend machen, „solange wir sie nicht erkennen und nicht mit ihnen rechnen.“ Dies gilt insbesondere auch für die „heutigen gewaltigen [Produktivkräfte]. Solange wir uns hartnäckig weigern, ihre Natur und ihren Charakter zu verstehn – und gegen dieses Verständnis sträubt sich die kapitalistische Produktionsweise und ihre Verteidiger –, solange wirken diese Kräfte sich aus trotz uns, gegen uns, solange beherrschen sie uns, wie wir das ausführlich dargestellt haben. Aber einmal in ihrer Natur begriffen, können sie in den Händen der assoziierten Produzenten aus dämonischen Herrschern in willige Diener verwandelt werden. Es ist der Unterschied zwischen der zerstörenden Gewalt der Elektrizität im Blitze des Gewitters und der gebändigten Elektrizität des Telegraphen und des Lichtbogens; …“
In Der Ursprung der Familie, des Privateigentums und des Staats (1884) definiert Engels die historische Wiedereroberung der Beherrschung des eigenen Produkts durch die Produzenten „auf Grundlage der jetzt errungenen gewaltigen Naturbeherrschung durch den Menschen und der jetzt möglichen freien Assoziation“ als „Aufgabe der nächsten Generationen“. Die Staatsmaschine werde „in einer Gesellschaft, die die Produktion auf Grundlage freier und gleicher Assoziation der Produzenten neu organisiert“, nur noch im „Museum der Altertümer“ zu finden sein.
Im dritten Band des marxschen Kapitals (veröffentlicht 1894) wird in einer berühmten Stelle über die gesellschaftliche Produktion des Lebens formuliert: „Das Reich der Freiheit beginnt in der Tat erst da, wo das Arbeiten, das durch Not und äußere Zweckmäßigkeit bestimmt ist, aufhört; es liegt also der Natur der Sache nach jenseits der Sphäre der eigentlichen materiellen Produktion. … Die Freiheit in diesem Gebiet [dem Reich der Notwendigkeit] kann nur darin bestehen, dass der vergesellschaftete Mensch, die assoziierten Produzenten, diesen ihren Stoffwechsel mit der Natur rationell regeln, unter ihre gemeinschaftliche Kontrolle bringen, statt von ihm als von einer blinden Macht beherrscht zu werden; ihn mit dem geringsten Kraftaufwand und unter den ihrer menschlichen Natur am würdigsten und adäquatesten Bedingungen vollziehen. Aber es bleibt dies immer ein Reich der Notwendigkeit. Jenseits desselben beginnt die menschliche Kraftentwicklung, die sich als Selbstzweck gilt, das wahre Reich der Freiheit, das aber nur auf jenem Reich der Notwendigkeit als seiner Basis aufblühen kann.“

### Assoziation als Weg zum Kommunismus

#### Vereinigung der Arbeiter zur Klasse aufgrund der kapitalistischen Entwicklungstendenzen
Engels beschreibt in Die Lage der arbeitenden Klasse in England von 1845 die Entstehung von Vereinen (trade unions), deren Zweck es war „den Lohn festzustellen und en masse, als Macht mit den Arbeitgebern zu unterhandeln.“ Wenngleich der Erfolg im Lohnkampf aufgrund der gesetzlichen Lage und der durch Not angeheizten Konkurrenz unter den Proletariern begrenzt war, lag „die eigentliche Wichtigkeit“ für den jungen Engels in dem „erste[n] Versuch der Arbeiter …, die Konkurrenz aufzuheben. Sie setzen die Einsicht voraus, daß die Herrschaft der Bourgeoisie nur auf der Konkurrenz der Arbeiter unter sich beruht, d. h. auf der Zersplitterung des Proletariats, aus der Entgegensetzung der einzelnen Arbeiter gegeneinander. Und gerade weil sie sich, wenn auch nur einseitig, nur auf beschränkte Weise gegen die Konkurrenz, gegen den Lebensnerv der jetzigen sozialen Ordnung richten, gerade deshalb sind sie dieser sozialen Ordnung so gefährlich. Der Arbeiter kann die Bourgeoisie und mit ihr die ganze bestehende Einrichtung der Gesellschaft an keinem wunderen Fleck angreifen als an diesem. Ist die Konkurrenz der Arbeiter unter sich gestört, sind alle Arbeiter entschlossen, sich nicht mehr durch die Bourgeoisie ausbeuten zu lassen, so ist das Reich des Besitzes am Ende.“ Engels bestimmt daher die „Konkurrenz der Arbeiter gegeneinander“ als „die schlimmste Seite der jetzigen Verhältnisse für den Arbeiter, die schärfste Waffe gegen das Proletariat in den Händen der Bourgeoisie. Daher das Streben der Arbeiter, diese Konkurrenz durch Assoziationen aufzuheben, daher die Wut der Bourgeoisie gegen diese Assoziationen und ihr Triumph über jede diesen beigebrachte Schlappe.“
In Marxens Elend der Philosophie von 1847 wird die Assoziation der Arbeiter als entscheidendes Moment für die Entstehung einer Klasse für sich beschrieben: „Die ersten Versuche der Arbeiter, sich untereinander zu assoziieren, nehmen stets die Form von Koalitionen an. …so formieren sich die anfangs isolierten Koalitionen in dem Maß, wie die Kapitalisten ihrerseits sich behufs der Repression vereinigen zu Gruppen, und gegenüber dem stets vereinigten Kapital wird die Aufrechterhaltung der Assoziationen notwendiger für sie als die des Lohnes. … Einmal auf diesem Punkte angelangt, nimmt die Koalition einen politischen Charakter an. … Die Herrschaft des Kapitals hat für diese Masse eine gemeinsame Situation, gemeinsame Interessen geschaffen. So ist diese Masse bereits eine Klasse gegenüber dem Kapital, aber noch nicht für sich selbst. In dem Kampf … findet sich diese Masse zusammen, konstituiert sich als Klasse für sich selbst.“
Im Manifest der Kommunistischen Partei wird die Idee von der durch die kapitalistische Entwicklung angetriebenen Vereinigung des Proletariats zur politischen Klasse weiter entwickelt: „Das Proletariat macht verschiedene Entwicklungsstufen durch. Sein Kampf gegen die Bourgeoisie beginnt mit seiner Existenz. Im Anfang kämpfen die einzelnen Arbeiter, dann die Arbeiter einer Fabrik, dann die Arbeiter eines Arbeitszweiges an einem Ort gegen den einzelnen Bourgeois, der sie direkt ausbeutet. … Auf dieser Stufe bilden die Arbeiter eine über das ganze Land zerstreute und durch die Konkurrenz zersplitterte Masse. Massenhaftes Zusammenhalten der Arbeiter ist noch nicht die Folge ihrer eigenen Vereinigung, sondern die Folge der Vereinigung der Bourgeoisie, die zur Erreichung ihrer eigenen politischen Zwecke das ganze Proletariat in Bewegung setzen muß … Aber mit der Entwicklung der Industrie vermehrt sich nicht nur das Proletariat; es wird in größeren Massen zusammengedrängt, seine Kraft wächst, und es fühlt sie mehr. … Die Arbeiter beginnen damit, Koalitionen gegen die Bourgeois zu bilden; sie treten zusammen zur Behauptung ihres Arbeitslohns. Sie stiften selbst dauernde Assoziationen, um sich für die gelegentlichen Empörungen zu verproviantieren. … Das eigentliche Resultat ihrer Kämpfe ist nicht der unmittelbare Erfolg, sondern die immer weiter um sich greifende Vereinigung der Arbeiter. Sie wird befördert durch die wachsenden Kommunikationsmittel, die … die Arbeiter … in Verbindung setzen. Es bedarf aber bloß der Verbindung, um die vielen Lokalkämpfe von überall gleichem Charakter zu einem nationalen, zu einem Klassenkampf zu zentralisieren. … Der Fortschritt der Industrie, dessen willenloser und widerstandsloser Träger die Bourgeoisie ist, setzt an die Stelle der Isolierung der Arbeiter durch die Konkurrenz ihre revolutionäre Vereinigung durch die Assoziation. Mit der Entwicklung der großen Industrie wird also unter den Füßen der Bourgeoisie die Grundlage selbst hinweggezogen, worauf sie produziert und die Produkte sich aneignet. Sie produziert vor allem ihren eigenen Totengräber.“
In einem handschriftlich überlieferten Manuskript über den Arbeitslohn, das eng mit dem Werk Lohnarbeit und Kapital (1849) zusammenhängt, widmet sich Marx den Arbeiterassoziationen genauer. Der Zweck der Assoziationen wäre, die Konkurrenz „aufzuheben und an ihre Stelle die Vereinigung unter den Arbeitern zu setzen.“ Marx zweifelt an, dass die Arbeiterassoziationen den Arbeitslohn effektiv erhöhen können (neue Produktionstechniken, Standortwechsel, Konkurrenz der Nationen am Weltmarkt vermindern den Lohn), jedoch liege die Bedeutung der Assoziationen darin, dass sie „das Mittel der Vereinigung der Arbeiterklasse [sind], der Vorbereitung zum Sturz der ganzen alten Gesellschaft mit ihren Klassengegensätzen [dienen].“
In einer Ansprache an den Bund der Kommunisten von 1850 fordern Marx und Engels die Revolution müsste „permanent“ gemacht werden, „so lange, bis alle mehr oder weniger besitzenden Klassen von der Herrschaft verdrängt sind, die Staatsgewalt vom Proletariat erobert und die Assoziation der Proletarier nicht nur in einem Lande, sondern in allen herrschenden Ländern der ganzen Welt so weit vorgeschritten ist, daß die Konkurrenz der Proletarier in diesen Ländern aufgehört hat und daß wenigstens die entscheidenden produktiven Kräfte in den Händen der Proletarier konzentriert sind.“
Im ersten Band des Kapitals fasst Marx „die geschichtliche Tendenz der kapitalistischen Akkumulation“ folgenderweise zusammen: „Hand in Hand mit … der Expropriation vieler Kapitalisten durch wenige entwickelt sich die kooperative Form des Arbeitsprozesses auf stets wachsender Stufenleiter, die bewußte technische Anwendung der Wissenschaft, die planmäßige Ausbeutung der Erde, die Verwandlung der Arbeitsmittel in nur gemeinsam verwendbare Arbeitsmittel, die Ökonomisierung aller Produktionsmittel durch ihren Gebrauch als Produktionsmittel kombinierter, gesellschaftlicher Arbeit, die Verschlingung aller Völker in das Netz des Weltmarkts und damit der internationale Charakter des kapitalistischen Regimes. Mit der beständig abnehmenden Zahl der Kapitalmagnaten, welche alle Vorteile dieses Umwandlungsprozesses usurpieren und monopolisieren, wächst die Masse des Elends, …, der Ausbeutung, aber auch die Empörung der stets anschwellenden und durch den Mechanismus des kapitalistischen Produktionsprozesses selbst geschulten, vereinten und organisierten Arbeiterklasse. … [D]ie kapitalistische Produktion erzeugt mit der Notwendigkeit eines Naturprozesses ihre eigne Negation. … Diese stellt nicht das Privateigentum wieder her, wohl aber das individuelle Eigentum auf Grundlage der Errungenschaft der kapitalistischen Ära: der Kooperation und des Gemeinbesitzes der Erde und der durch die Arbeit selbst produzierten Produktionsmittel.“

#### Kooperativen als ökonomische Übergangsform
In der Inauguraladresse der Internationalen Arbeiter-Assoziation von 1864 wird die Kooperativbewegung als „Sieg der politischen Ökonomie der Arbeit über die politische Ökonomie des Kapitals“ bezeichnet. „Der Wert dieser großen Experimente kann nicht überschätzt werden. Durch die Tat, statt durch Argumente, bewiesen sie, daß Produktion auf großer Stufenleiter und im Einklang mit dem Fortschritt moderner Wissenschaft vorgehen kann ohne die Existenz einer Klasse von Meistern (masters), die eine Klasse von „Händen“ anwendet; daß, um Früchte zu tragen, die Mittel der Arbeit nicht monopolisiert zu werden brauchen als Mittel der Herrschaft über und Mittel der Ausbeutung gegen den Arbeiter selbst, und daß wie Sklavenarbeit, wie Leibeigenenarbeit so Lohnarbeit nur eine vorübergehende und untergeordnete gesellschaftliche Form ist, bestimmt zu verschwinden vor der assoziierten Arbeit, die ihr Werk mit williger Hand, rüstigem Geist und fröhlichen Herzens verrichtet.“ In den Instruktionen für die Delegierten des Provisorischen Zentralrats zu den einzelnen Fragen von 1866 führt Marx bezüglich der Kooperativarbeit aus: „Wir anerkennen die Kooperativbewegung als eine der Triebkräfte zur Umwandlung der gegenwärtigen Gesellschaft, die auf Klassengegensätzen beruht. Ihr großes Verdienst besteht darin, praktisch zu zeigen, daß das bestehende despotische und Armut hervorbringende System der Unterjochung der Arbeit unter das Kapital verdrängt werden kann durch das republikanische und segensreiche System der Assoziation von freien und gleichen Produzenten.“ Jedoch wäre „das Kooperativsystem, beschränkt auf die zwerghaften Formen, … niemals imstande, die kapitalistische Gesellschaft umzugestalten. Um die gesellschaftliche Produktion in ein umfassendes und harmonisches System freier Kooperativarbeit zu verwandeln, bedarf es allgemeiner gesellschaftlicher Veränderungen, Veränderungen der allgemeinen Bedingungen der Gesellschaft, die nur verwirklicht werden können durch den Übergang der organisierten Gewalt der Gesellschaft, d. h. der Staatsmacht, aus den Händen der Kapitalisten und Grundbesitzer in die Hände der Produzenten selbst.“
Im dritten Band des Kapitals werden die Kooperativfabriken als erstes Durchbrechen der alten Form „innerhalb der alten Form“ analysiert. Die Kooperativfabriken würden zwar notwendig „alle Mängel des bestehenden Systems reproduzieren“, aber „der Gegensatz zwischen Kapital und Arbeit ist innerhalb derselben aufgehoben, wenn auch zuerst nur in der Form, daß die Arbeiter als Assoziation ihr eigner Kapitalist sind … Sie zeigen, wie, auf einer gewissen Entwicklungsstufe der materiellen Produktivkräfte und der ihr entsprechenden gesellschaftlichen Produktionsformen, naturgemäß aus einer Produktionsweise sich eine neue Produktionsweise entwickelt und herausbildet.“ Kooperativfabriken wie auch kapitalistische Aktienunternehmungen wären „als Übergangsformen aus der kapitalistischen Produktionsweise in die assoziierte zu betrachten“.
Zugleich warnte Marx schon im 18. Brumaire des Louis Bonaparte davor, „doktrinäre[n] Experimente[n], Tauschbanken und Arbeiterassoziationen“ zu verfallen, da oder wenn diese darauf verzichten, „die alte Welt mit ihren eigenen großen Gesamtmitteln umzuwälzen“, und stattdessen „hinter dem Rücken der Gesellschaft, auf Privatweise, innerhalb seiner beschränkten Existenzbedingungen, seine Erlösung zu Vollbringen“ suchen, und daher notwendig scheitern.

#### Die Internationale Arbeiterassoziation und Pariser Kommune als Beispiele der praktischen Bewegung
In den Provisorischen Statuten der Internationalen Arbeiter-Assoziation wird der Zweck der Internationalen Arbeiterassoziation bestimmt als „die Herstellung eines Mittelpunktes der Verbindung und des Zusammenwirkens zwischen den in verschiedenen Ländern bestehenden Arbeitergesellschaften, welche dasselbe Ziel verfolgen, nämlich: den Schutz, den Fortschritt und die vollständige Emanzipation der Arbeiterklasse.“
In Der Bürgerkrieg in Frankreich betrachtet Marx die Pariser Kommune als jene emanzipative Bewegung, die das „Klasseneigentum abschaffen [wollte], das die Arbeit der vielen in den Reichtum der wenigen verwandelt. Sie beabsichtigte die Enteignung der Enteigner. Sie wollte das individuelle Eigentum zu einer Wahrheit machen, indem sie die Produktionsmittel, den Erdboden und das Kapital, jetzt vor allem die Mittel zur Knechtung und Ausbeutung der Arbeit, in bloße Werkzeuge der freien und assoziierten Arbeit verwandelt.“

### Auseinandersetzung mit anderen Strömungen

#### Fourier
Marx und Engels grenzten sich bei ihren Überlegungen zur Assoziation von anderen Denkern des sozialistischen Lagers ab. So würdigt Engels zwar Fouriers Verdienst, „die Vorteile, oder besser gesagt die Notwendigkeit des Zusammenschlusses gezeigt zu haben“, sowie die Einsicht, dass „wenn jeder einzelne seiner persönlichen Neigung entsprechend tun und lassen darf, was er möchte, … die Bedürfnisse aller befriedigt werden“, doch gibt es „im Fourierismus eine sehr schwerwiegende Inkonsequenz, und zwar die Beibehaltung des Privateigentums. In seinen Phalansteres oder genossenschaftlichen Gemeinden gibt es Reiche und Arme, Kapitalisten und Arbeiter. Das Eigentum aller Mitglieder wird in einen gemeinsamen Fundus eingebracht, das Unternehmen betreibt Handel … und … Tätigkeit, und der Ertrag wird unter die Mitglieder verteilt: ein Teil als Arbeitslohn, ein zweiter Teil als Prämien für Fachkenntnis und Begabung, ein dritter als Verzinsung des Kapitals. So haben wir nach all den schönen Theorien von Genossenschaftsbildung und freier Arbeit, nach einer ganzen Menge entrüsteter Deklamationen gegen Handel, Eigennutz und Konkurrenz, in der Praxis doch wieder das alte Konkurrenzsystem nach einem verbesserten Plan, eine Armengesetz-Bastille mit liberaleren Grundsätzen!“

#### Proudhon
Marx kritisiert Proudhons Vorstellung, die Assoziation stünde nicht im Gegensatz zur Konkurrenz. Polemisch fasst Marx Proudhons Überlegungen zusammen: „Wer Konkurrenz sagt, sagt gemeinsames Ziel, und das beweist einerseits, daß die Konkurrenz die Assoziation ist, andererseits, daß Konkurrenz nicht Egoismus ist.“ Marx wirft die rhetorische Frage in den Raum, welche Sozialisten „durch das bloße Wort Assoziation die Konkurrenz glauben widerlegen zu können? Und wie kann Herr Proudhon selbst die Konkurrenz gegen den Sozialismus dadurch verteidigen wollen, daß er sie mit dem einzigen Wort Assoziation bezeichnet?“ Auch Engels kritisierte Proudhon: „[D]er Sozialist des Kleinbauern und des Handwerksmeisters, haßte die Assoziation mit einem positiven Haß. Er sagte von ihr, sie schließe mehr Schlimmes als Gutes ein, sie sei von Natur unfruchtbar, sogar schädlich, weil eine der Freiheit des Arbeiters angelegte Fessel; sie sei ein pures Dogma, unproduktiv und lästig, im Widerstreit so mit der Freiheit des Arbeiters wie mit der Ersparung von Arbeit, und ihre Nachteile wüchsen rascher als ihre Vorteile; ihr gegenüber seien Konkurrenz, Arbeitsteilung, Privateigentum ökonomische Kräfte.“

#### Lassalle
Die Forderung von Produktivgenossenschaften mit Staatshilfe von Lassalle wird von Marx und Engels ebenfalls abgelehnt. Bei der von Marx und Engels geforderten Revolution handle „es sich nicht um Arbeiterassoziationen mit Staatskapital wie bei weiland Lassalle, hier handelt es sich um die Abschaffung des Kapitals überhaupt.“ Besondere Kritik wird an jenen Anhängern Lassalles geübt, „die nicht über seine Forderung von Produktivgenossenschaften mit Staatskredit hinausgingen und die ganze Arbeiterklasse einteilten in Staatshülfler und Selbsthülfler.“ Im Zuge der Kritik des Gothaer Programms wird ausgeführt, dass bei den Lassalleanern von der „Organisation der Arbeiterklasse als Klasse vermittelst der Gewerksgenossenschaften gar keine Rede“ wäre, und „das ist ein sehr wesentlicher Punkt, denn dies ist die eigentliche Klassenorganisation des Proletariats, in der es seine täglichen Kämpfe mit dem Kapital durchficht“. Stattdessen wird nach ihrer staatssozialistischen Vorstellung „die „sozialistische Organisation der Gesamtarbeit“ aus der „Staatshilfe“ [entstehen], die der Staat Produktivgenossenschaften gibt, die er, nicht der Arbeiter, „ins Leben ruft“. Es ist dies würdig der Einbildung Lassalles, daß man mit Staatsanlehn ebenso gut eine neue Gesellschaft bauen kann wie eine neue Eisenbahn!“

## Weiterführende Literatur
- Jens Becker / Heinz Brakemeier (Hrsg.): Vereinigung freier Individuen? Kritik der Tauschgesellschaft und gesellschaftliches Gesamtsubjekt bei Theodor W. Adorno. VSA 2004, ISBN 3-89965-044-1
- Hannes Giessler Furlan: Verein freier Menschen? Idee und Realität kommunistischer Ökonomie. Springe 2018.